# 이노게임스
이노게임스(영어: InnoGames)는 독일 함부르크에 있는 비디오 게임 개발사이자 배급사이다. 2007년에 설립된 이 회사는 부분 유료화 온라인 브라우저 및 모바일 게임 개발에 중점을 두고 있다. 이 회사는 2020년에 2억 2천만 유로의 매출을 달성했으며 현재 10개의 라이브 게임을 보유하고 있다.

## 출시작
| 년도 | 제목               | 현재 플랫폼               |
| ---- | ------------------ | ------------------------- |
| 2003 | 부족 전쟁          | 안드로이드, 브라우저, iOS |
| 2009 | 그레폴리           | 안드로이드, 브라우저, iOS |
| 2012 | 포지 오브 엠파이어 | 안드로이드, 브라우저, iOS |
| 2014 | 부족 전쟁 2        | 안드로이드, 브라우저, iOS |